# هومبولدت (دهانه)
هومبولدت یک دهانه برخوردی در ماه‌ است.

## دهانه‌های اقماری
این دهانه ۲ دهانه اقماری دارد.
| Humboldt | عرض جغرافیایی | طول جغرافیایی | قطر          |
| -------- | ------------- | ------------- | ------------ |
| B        | ۳۰.۹° S       | ۸۳.۷° E       | ۲۱.۰ کیلومتر |
| N        | ۲۶.۰° S       | ۸۰.۵° E       | ۱۴.۰ کیلومتر |